# Suivi thérapeutique pharmacologique
Le Suivi Thérapeutique Pharmacologique (STP) (en anglais Therapeutic drug monitoring (TDM)), ou « suivi thérapeutique des médicaments », est une branche « clinique » de la pharmacologie, spécialisée dans la détermination des concentrations sanguines de médicaments. Son intérêt est de permettre une surveillance précise des substances pharmacologiquement actives ayant un index thérapeutique étroit, c'est-à-dire des médicaments pour lesquels un sous-dosage ou un sur-dosage peuvent s'avérer délétères. Le STP vise à adapter les posologies d'un médicament pour un patient donné, sur la base de l'expérience clinique ou d'essais thérapeutiques ayant démontré son utilité chez tous les patients recevant ce médicament ou chez un sous-groupe d'entre eux. Un tel ajustement de posologie peut être effectué a priori, en référence à des données pharmacogénétiques, démographiques ou cliniques, ou a posteriori en référence à la mesure des concentrations circulantes de médicaments (pharmacocinétique) ou de marqueurs biologiques des effets du traitement (pharmacodynamie).
De nombreux paramètres sont à prendre en compte dans l'interprétation des concentrations circulantes des médicaments : notamment le moment du prélèvement par rapport à l'heure d'administration de la dernière dose, la voie d'administration, la posologie actuelle, les conditions d'acheminement et de stockage de l'échantillon, la précision et l'exactitude de la technique de dosage, la validité reconnue des modèles pharmacocinétiques, la possibilité d'interactions médicamenteuses et finalement l'état clinique du patient, à ne pas négliger (à savoir ses comorbidités associées, ses fonctions rénales et hépatiques, son profil de sécurité envers le traitement etc.).
Plusieurs professionnels de santé (médecins, pharmacologues cliniques, pharmaciens, infirmières, techniciens de laboratoire, etc.) sont impliqués dans le suivi thérapeutique pharmacologique, qui représente véritablement une prise en charge multi-disciplinaire. Toute erreur affectant un des maillons de la chaîne peut être délétère pour la surveillance du traitement et l'optimisation de sa posologie. Une bonne organisation des différentes étapes du processus est donc fondamentale.

## Suivi thérapeutique «prospectif» (A priori)
« Le suivi thérapeutique "prospectif" consiste à définir la posologie d'un médicament qui doit être administrée en début de traitement, en se basant sur les études cliniques disponibles et sur les relations pharmacocinétiques/pharmacodynamiques mises en évidence lors des essais thérapeutiques sur des populations déterminées. Ces connaissances aident à identifier d'éventuelles sous-populations de patients nécessitant une adaptation de posologie, selon leurs caractéristiques démographiques, leurs particularités cliniques, leurs paramètres biologiques, voire des facteurs pharmacogénétiques lorsqu'il en existe de pertinents. »
— Comité exécutif IATDMCT, Definition of TDM.

## Suivi thérapeutique «rétrospectif» (A posteriori)
Le suivi thérapeutique « rétrospectif » correspond à la signification usuelle du STP en pratique médicale, qui fait essentiellement référence au réajustement de la posologie d'un médicament à la suite de la mesure de sa concentration circulante ou d'un marqueur biologique de son efficacité. 
« Le STP "rétrospectif" :
- comprend une phase pré-analytique, une phase analytique et une phase post-analytique, chacune d'égale importance ;
- s’appuie le plus souvent sur une mesure précise, sensible et spécifique du médicament ou de ses dérivés actifs et/ou toxiques, sur un échantillon sanguin recueilli au moment approprié et dans des conditions adéquates ; la mesure peut aussi porter sur un ou plusieurs marqueurs biologiques d'efficacité ou de toxicité du traitement (concentrations circulantes de composés endogènes, activité enzymatique, expression génique, etc.) ;
- nécessite une interprétation soigneuse des résultats obtenus, à la lumière des conditions pré-analytiques, des informations cliniques sur le patient et de l'efficacité rapportée pour les posologies administrées ; cette interprétation peut se fonder sur une modélisation des relations pharmacocinétiques/pharmacodynamies du médicament ;
- peut tirer parti d'une modélisation pharmacocinétique/pharmacodynamie de population permettant d'élaborer des prédictions pharmacocinétique individuelles, faisant éventuellement intervenir des données pharmacogénétiques propres au patient.  »

— Comité exécutif IATDMCT, Definition of TDM.

## Particularités des médicaments nécessitant une surveillance biologique des concentrations sanguines circulantes
En pharmacothérapie, de nombreux médicaments sont utilisés sans surveillance de leur concentration sanguine, le plus souvent parce que leur concentration peut varier de façon importante sans affecter l'effet clinique attendu du produit, ou que le simple suivi clinique de leur efficacité suffit à ajuster leur posologie. Néanmoins, pour un groupe restreint de substances pharmacologiquement actives, le suivi clinique se révèle insuffisant et une surveillance des concentrations circulantes est souhaitable. Ce sont les médicaments pour lesquels des concentrations infra-thérapeutiques peuvent conduire non seulement à une inefficacité du traitement mais également à l'émergence de résistances, et des concentrations excessives peuvent être toxiques et entraîner des lésions d'organes (exemples des thérapeutiques néphrotoxiques ou ototoxiques).
Les critères désignant un médicament comme candidat à des dosages sanguins et à un suivi thérapeutique pharmacologique sont les suivants :
- l'existence de relations pharmacodynamiques bien caractérisées entre les concentrations sanguines circulantes du médicament et ses effets pharmacologiques ou toxiques,
- l'existence d'une variabilité pharmacocinétique importante entre les patients, faisant qu'une posologie standard peut occasionner des concentrations très différentes d'un patient à l'autre (alors que la cinétique du médicament chez un patient donné reste relativement stable),
- une fenêtre thérapeutique étroite, ou zone thérapeutique, interdisant de recourir à des doses très élevées pour s'assurer d'une efficacité chez tous les patients,
- une incapacité du seul suivi clinique à permettre l'optimisation de la posologie
- une durée habituellement prolongée et une importance médicale du traitement justifiant des efforts d'optimisation posologique,
- la survenue de problèmes d'adhésion thérapeutique que le STP pourrait contribuer à révéler ou à confirmer.

Cette surveillance des concentrations sanguines circulantes peut également servir à mettre en évidence des empoisonnements médicamenteux.
Exemples de médicaments largement reconnus pour bénéficier d'un suivi thérapeutique :
- Antibiotiques de la classe des Aminosides (gentamicine, amikacine), des Glycopeptides (vancomycine)[4]
- Antiépileptiques (carbamazépine, phénytoïne, acide valproïque, lamotrigine)
- Thymorégulateurs (citrate de lithium)
- Antipsychotiques (clozapine)
- Digitaliques (digoxine)
- Immunosuppresseurs (tacrolimus, ciclosporine)

Le STP est de plus en plus régulièrement proposé pour de nouvelles classes de médicaments, comme divers antibiotiques, les anticancéreux ciblés, les agents biologiques anti-TNF, les antifongiques, les antirétroviraux utilisés contre le VIH, les médicaments psychiatriques etc.

## Comment se pratique le suivi thérapeutique pharmacologique?
Pour les médicaments couramment mesurés dans le sang, les laboratoires d'analyses médicales disposent de méthodes largement automatisées, telles que les dosages immuno-enzymatiques ou la polarisation de fluorescence. Pour la plupart des autres médicaments, il est possible de développer des méthodes de dosage spécifiques par chromatographie liquide ou gazeuse couplée à une détection UV par barrette de diodes ou par spectrométrie de masse. Cependant, le STP ne se résume pas à l'utilisation d'une méthode analytique sensible, précise et efficiente pour mesurer un médicament; il implique aussi de fournir au médecin demandeur une interprétation clinique adéquate du résultat, fondée sur les meilleures connaissances scientifiques disponibles.
Afin de garantir la qualité de cette interprétation clinique, il est essentiel que le prélèvement soit effectué dans de bonnes conditions : c'est-à-dire, en principe, sous une posologie stable, à une heure de prélèvement standardisée (souvent en résiduel, c'est-à-dire à la fin d'un intervalle de dose), en excluant toute source de biais (contamination ou dilution de l'échantillon, interférences analytiques) et en ayant soigneusement noté l'heure de prélèvement, l'heure de prise de la dernière dose, la posologie actuelle et les caractéristiques déterminantes du patient (sexe, âge, poids etc.).    

Interprétation d'un résultat de STP : Soit un patient recevant un médicament anticancéreux ciblé à la posologie de 400 mg par jour, à 8 h du matin. Un échantillon de STP prélevé à 6 h montre une concnetration de 0.46 mg/l.
1) Quant à sa "normalité", cette concentration proche du centile 25% indique que le médicament est probablement éliminé avec une clairance assez élevée chez ce patient.
2) Quant à son "adéquation", cette concentration suggère que la courbe de concentration de ce patient arrive très probablement en-dessous de la cible visée de 0.75 à 1.5 mg/l au résiduel, faisant craindre une efficacité insuffisante du traitement.
3) Ces éléments font recommander un ajustement de la posologie à 800 mg par jour, afin de rapprocher la courbe du patient de la cible visée.
Cette interprétation présuppose évidemment que le patient prenait correctement la posologie indiquée et qu'aucun biais n'affecte la mesure de STP.

Les étapes à suivre pour interpréter un résultat de concentration sanguine de médicament sont les suivantes :
1. On détermine tout d'abord si la concentration observée est comprise dans les « valeurs normales » attendues sous la posologie administrée, compte tenu des caractéristiques individuelles du patient. On se réfère pour cela aux données d'études pharmacocinétiques de population disponibles pour le médicament en question.
2. On évalue ensuite si le profil de concentration du patient concerné est proche de la  « cible d'exposition » associée au meilleur rapport entre probabilité de succès thérapeutique et risque de toxicité. On se fonde ici sur les données de pharmacodynamie décrivant les relations dose-concentration-réponse dans la population des patients traités.
3. Si la concentration mesuré chez le patient s'avère plausible mais qu'elle est éloignée de la cible souhaitée, on détermine enfin comment ajuster la posologie du médicament afin de rapprocher sa courbe de concentration d'une exposition optimale. Plusieurs stratégies sont applicables, allant de la simple règle de trois à des calculs complexes reposant sur l'inférence bayésienne à partir de données pharmacocinétiques de population, qui nécessitent des outils informatiques dédiés[6].

Dans l'idéal, l'utilité clinique d'un STP devrait être confirmée par des travaux de médecine fondée sur les preuves, reposant sur des essais cliniques bien conçus. Pratiquement toutefois, bien peu de dosages de médicaments ont fait l'objet d'une évaluation clinique formelle, et le développement du STP repose encore largement sur l'empirisme éclairé.
Cependant, on voit apparaître des techniques miniaturisées amenant toutes sortes de tests biologiques au site de prise en charge médicale (point-of-care tests). Certains de ces développements concernent la mesure de concentrations médicamenteuses et pourraient favoriser l'expansion du STP dans les structures de soins ambulatoires.

## Dosage de précision renseigné par des modèles
L'évolution des technologies de l'information offre la perspective d'employer les méthodes et les connaissances de la pharmacométrie pour traiter les patients selon l'idéal d'une médecine de précision (qui ne se limite pas à l'ajustement des traitements aux facteurs génétiques, mais englobe tous les aspects de l'individualisation thérapeutique). Le dosage de précision renseigné par des modèles (Model-informed precision dosing, MIPD) devrait permettre des avancées significatives dans une optimisation des traitements qui prenne en compte les nombreux facteurs dont dépend la réponse aux médicaments (STP a priori). Il devrait également permettre de tirer le meilleur parti des résultats du STP pour individualiser la posologie des médicaments (STP a posteriori). Idéalement, ces approches informatiques seront intégrées au dossier électronique du patient sous la forme de systèmes d'aide à la décision clinique (clinical decision support system, CDSS), reliant automatiquement la production des résultats de laboratoire et l'expertise pharmacologique aux cliniciens et aux soignants au chevet du patient. Des outils logiciels existent déjà et continuent d'être développés à cette fin. Ils sont appelés à jouer un rôle de plus en plus important dans le traitement des patients, de la même manière que le pilotage aux instruments est devenu la norme dans l'aviation.  